# دييغو فون بيرغن
دييغو فون بيرغن (بالألمانية: Diego von Bergen)‏ هو محامي ودبلوماسي ألماني، ولد في 30 أكتوبر 1872 في بانكوك في تايلاند، وتوفي في 7 أكتوبر 1944 في فيسبادن في ألمانيا.